# 沙尔拉 (上加龙省)
沙尔拉（法語：Charlas）是法国上加龙省的一个市镇，属于圣戈当区（Saint-Gaudens）热斯河畔布洛尼县（Boulogne-sur-Gesse）。该市镇总面积11.32平方公里，2009年时的人口为223人。

## 人口
沙尔拉人口变化图示